# Waarom men op Dubbel Negen een hoge plaats bestijgt
Dubbel Negen is een volksverhaal uit China.

## Verhaal
In het district Runan leefde Heng Jing, zijn ouders leven nog en hij is getrouwd en heeft kinderen. Ze bewerken een schraleakker, maar de pest breekt uit langs beide oevers van de Ru. Er liggen overal lijken en ook de ouders van Heng Jing sterven. In zijn jeugd had Heng Jing al gehoord van het pestspook die elk jaar rondwandelde tussen de mensen. Als hij zelf genezen is, zoekt hij een leraar om het pestspook te kunnen verslaan. Hij wil het volk bevrijden en gaat naar de zuidoostelijke bergen waar de onsterfelijke Fei Changfang woont. Hij zoekt in de bergen en op een dag ziet hij een sneeuwwitte duif die naar hem knikt. Heng Jing beantwoordt de groet en de duif vliegt op en strijkt vijf of zes meter verder weer neer. Heng Jing volgt de duif en deze vliegt steeds enkele meters verder. Heng Jing komt bij een oude tempel en op het langwerpige bord boven de poort staat in gouden karakters geschreven: woning van de onsterfelijke Fei Changfang. 
De deur is gesloten en Heng Jing knielt voor de poort en verroert zich twee dagen en twee nachten niet. De poort wordt geopend en een oude man met witte haren glimlacht en Heng Jing wordt naar de binnenplaats gehaald. Heng Jing buigt enkele malen en volgt Fei Chanfang. Heng Jing krijgt het groenedrakenzwaard ter onderwerping van demonen en Heng Jing oefent hier elke dag mee. Op een dag vertelt Fei Changfang dat dit jaar op de negende dag van de Negende Maand het pestspook uit de rivier zal komen. Heng Jing krijgt een bundel kornoeljebladeren en een fles chrysantenwijn en leert dat de ouderen een hoge plaats moeten bestijgen om aan het gevaar te kunnen ontkomen. De onsterfelijke geeft een teken met zijn hand en een kraanvogel komt uit een oude cipres en strijkt neer voor Heng Jing.
Heng Jing vliegt op de rug van de kraanvogel naar Runan en verzamelt zijn verwanten. Hij vertelt wat hij van de onsterfelijke heeft geleerd en op de negende dag van de Negende Maand bestijgt hij met zijn vrouw, kinderen, verwanten en oudsten uit het dorp een heuvel in de buurt. Hij deelt de kornoeljebladeren uit en zegt dat het pestspook de mensen die dit dragen niet durft te naderen. Iedereen krijgt een slok chrysantenwijn, dit beschermt tegen de pest. Met het groenedraakzwaard gaat hij naar huis en wacht op de komst van het pestspook. 
Heng Jing hoort de Ru woedend tekeergaan en een wervelwind steekt op. Het pestspook loopt de oever op en gaat van huis tot huis, maar er is niemand. Hij sluipt naar de voet van de heuvel, maar ruikt de geur van de wijn en kornoelje en zijn longen worden vescheurd. Hij gaat terug naar het dorp en ziet een man in zijn kamer, hij valt aan en danst met het groenedraakzwaard. Hij kan niet winnen en vlucht, Heng Jing volgt hem en het zwaard blijft een koud licht uitstralen en de draak wordt doorboord en gaat dood.

## Achtergronden
- Dubbel Negen betekent de negende dag van de Negende Maand, bij de Chinese kalender begint een nieuwe maand op de dag van een astrologische nieuwe maan.